# (2190) Coubertin
(2190) Coubertin (1976 GV3) – planetoida z pasa głównego asteroid okrążająca Słońce w ciągu 3,89 lat w średniej odległości 2,47 au. Została odkryta 2 kwietnia 1976 roku przez Nikołaja Czernycha. Nazwa planetoidy została nadana na cześć francuskiego historyka i pedagoga, uważanego za ojca nowożytnego ruchu olimpijskiego Pierre'a de Coubertina.